# Associação Atlética Anapolina
Associação Atlética Anapolina, eller enbart Anapolina som de vanligtvis kallas, är en fotbollsklubb från staden Anápolis i delstaten Goiás i Brasilien, som grundades den 1 januari 1948. Klubben spelar sina hemmamatcher på Estádio Jonas Duarte, som tar ungefär 19 000 vid fullsatt. Klubben kom till för att en klubb kallas Anápolis Sport hade lagts ner. "Xata" är klubbens smeknamn och betyder ungefär "irriterande" (fast stavas egentligen "chata"), ett smeknamn de fått för att de vid ett flertal tillfällen lyckats besegra det framgångsrikaste laget i delstaten, Goiás.